# Стехиометрическое уравнение
Стехиометрическое уравнение — уравнение, показывающее количественные соотношения реагентов и продуктов химической реакции. Простой пример такого уравнения — это уравнение горения водорода: 2Н2 + O2 →
2Н2O. Общий вид стехиометрического уравнения химической реакции таков:
{\displaystyle n_{1}X_{1}+n_{2}X_{2}+...+n_{p}X_{p}=m_{1}Y_{1}+m_{2}Y_{2}+...+m_{q}Y_{q},}
где натуральные числа {\displaystyle n_{1}...n_{p}} и {\displaystyle m_{1}...m_{q}} называются стехиометрическими коэффициентами. Эта запись означает, что {\displaystyle n_{1}} молекул реагента {\displaystyle X_{1}}, {\displaystyle n_{2}} молекул реагента {\displaystyle X_{2}}, …, {\displaystyle n_{p}} молекул реагента {\displaystyle X_{p}}, вступив в реакцию, образуют {\displaystyle m_{1}} молекул вещества {\displaystyle Y_{1}}, {\displaystyle m_{2}} молекул вещества {\displaystyle Y_{2}}, …, {\displaystyle m_{q}} молекул вещества {\displaystyle Y_{q}}.
Стехиометрическому уравнению подчиняются приращения количеств реагентов и продуктов, и на его основе определяется материальный баланс веществ при химических превращениях. Количества веществ принято измерять в молях. При необходимости через них выражают иные массовые характеристики системы. Использование стехиометрических уравнений является основным способом описания химических реакций в классической химии. Однако стехиометрическое уравнение не описывает механизма реакции. Любая химическая реакция достаточно сложна. Её стехиометрическое уравнение, как правило, не учитывает всю сложность элементарных процессов.